# Magnus Edlund
Magnus Edlund, född 20 maj 1967 i Örnsköldsvik, Västernorrlands län, är en svensk fotbollstränare.
Edlund spelade 1976–1986 i IF Friska Viljor i division 3 och 4 och var tränare 1988–2006 i Gunnilse IS samt 2007–2008 i BK Häcken. Han arbetade 2009–2011 som riksinstruktör på Svenska Fotbollförbundet.
Den 24 september 2011 presenterades Edlund vid en presskonferens på Gamla Ullevi i Göteborg som assisterande tränare till Mikael Stahre i IFK Göteborg från säsongen 2012.